# معبر اليعربية الحدودي
مركز اليعربية الحدودي أو معبر ربيعة هو أحد المعابر الحدودية الأربعة بين سوريا والعراق. يقع بين مدينة اليعربية السورية في محافظة الحسكة، ومدينة ربيعة العراقية.
في عام 2013 سيطر تنظيم داعش على المعبر إلى ان استعادت الوحدات الكردية السيطرة بالكامل على مدينة ومعبر اليعربية أواخر العام 2013 .
يفتح المعبر حاليا للحالات الإنسانية فقط وهو مغلق منذ عام 2013.